# Godoy Cruz
Godoy Cruz är en stad i provinsen Mendoza i västra Argentina. Godoy Cruz ingår i provinshuvudstaden Mendozas storstadsområde.
Staden var tidigare känt som Villa de San Vicente från 1872 och Villa Belgrano från 1889. Sitt nuvarande namn, och stadsstatus, fick staden den 9 februari 1909. Staden är döpt efter Tomás Godoy Cruz som representerade provinsen Mendoza vid Tucumánkongressen som den 9 juli 1816 deklarerade Argentinas självständighet.
Godoy Cruz var ursprungligen en lantlig byggd som producerade druvor, frukt och potatis men är idag ett betydande industriellt centrum med bland annat bryggerier, destillerier, och livsmedelsproduktion. Staden har motorvägs- och järnvägsförbindelse med Mendoza.